# Matrice organique

Derme aboral d'un polype.

La matrice organique, aussi connue sous l'acronyme anglais de SOM (Skeletal Organic Matrix), est chez les scléractiniaires une zone située au bord extérieur de l'exosquelette, le coenostéum, et créée par les cellules calicoblastiques. Cette matrice joue un rôle primordiale dans la calcification et la construction de l'exosquelette.